# エポトランス!舞
『エポトランス!舞』（エポトランスまい）は、『少女コミック増刊』（小学館）に連載された渡瀬悠宇の漫画作品である。

## 単行本
- 渡瀬悠宇 『エポトランス!舞』 小学館〈フラワーコミックス〉、全2巻
  1. ISBN 4-09-136351-2（1995年3月発売）
  2. ISBN 4-09-136352-0（1995年10月発売）
- 渡瀬悠宇 『エポトランス!舞』 小学館〈フラワーコミックス・デラックス〉、全1巻
  1. ISBN 978-4-09-131886-2（2003年9月26日発売）
- 渡瀬悠宇 『エポトランス!舞』 小学館〈小学館文庫〉、全1巻
  1. ISBN 978-4-09-191388-3（2012年3月15日発売）